# Dercé
Dercé település Franciaországban, Vienne megyében. Lakosainak száma 163 fő (2022. január 1.). Dercé Guesnes, Maulay, Monts-sur-Guesnes, Nueil-sous-Faye és Prinçay községekkel határos.

## Népesség
A település népességének változása:
| Lakosok száma | 165  | 158  | 157  | 155  | 156  | 156  | 159  | 161  | 163  |
|               | 2013 | 2015 | 2016 | 2017 | 2018 | 2019 | 2020 | 2021 | 2022 |